# Воробьёв, Леонид Евгеньевич
Леонид Евгеньевич Воробьев (8 июня 1939, Ленинград — 3 марта 2023) — советский и российский физик, доктор физико-математических наук, профессор, лауреат Государственной премии СССР (1987).

## Биография
Родился 8 июня 1939 года в Ленинграде.
Окончил школу (1956, с золотой медалью), Ленинградский политехнический институт, факультет радиоэлектроники по специальности «Диэлектрики и полупроводники» (1962, с отличием) и аспирантуру ЛПИ на кафедре «Физика полупроводников» (1965). В 1967 году защитил кандидатскую диссертацию, в 1975 году — докторскую.
Ассистент, старший преподаватель, доцент, с 1977 года профессор кафедр «Физика полупроводников и наноэлектроника» и «Физика и технология наноструктур» ЛПИ (С.-Петербургского политехнического университета).
Скончался 3 марта 2023 года.

## Научная деятельность
Научные интересы: оптические явления и неравновесные носители заряда в полупроводниках и наноструктурах, физика полупроводниковых лазеров, оптоэлектроника, наноэлектроника.
Основатель научной школы в области физики горячих носителей зарядов в полупроводниках и наногетероструктурах.

### Сочинения
- Воробьев Л. Е., Ивченко Е. Л., Фирсов Д. А., Шалыгин В. А. «Оптические свойства наноструктур» . «Наука» , С.-Петербург, 2001. Учеб. пособие под редакцией Е. Л. Ивченко и Л. Е. Воробьева, 188 с.
- A.Kastalsky, L.E.Vorobjev, D.A.Firsov, V.L.Zerova, E.Towe, «A dual-color injection laser based on intra- and inter-band carrier transitions in semiconductor quantum wells or quantum dots» , IEEE Journal of Quantum Electronics, v. 37, No. 10, pp.1356-1362 (2001).
- Л. Е. Воробьев, Д. В. Донецкий, Д. А. Фирсов, «Увлечение фотонов током дырок в германии», «Наука» , Письма в ЖЭТФ т. 71, в. 8, 25 апреля, с. 477—480 (2000).
- Воробьев Л. Е., Данилов С. Н., Ивченко Е. Л., Левинштейн М. Е., Фирсов Д. А., Шалыгин В. А., «Кинетические и оптические явления в сильных электрических полях в полупроводниках и наноструктурах», «Наука» , С.-Петербург, 2000. Учеб. пособие под редакцией Л. Е. Воробьева.
- Л. Е. Воробьев, С. Н. Данилов, Г. Г. Зегря, Д. А. Фирсов, В. А. Шалыгин, И. Н. Яссиевич, Е. В. Берегулин, «Фотоэлектрические явления в полупроводниках и размерно-квантованных структурах», «Наука» , С.-Петербург, 2001. Учеб. пособие под редакцией Л. Е. Воробьева.

## Награды и звания
Лауреат Государственной премии СССР (1987), заслуженный деятель науки РФ (1999), Почётный работник высшего профессионального образования Российской Федерации (2003).
Лауреат Премии имени А. Ф. Иоффе в области физики и астрономии (присуждена в 2011 году за исследования оптических явлений в полупроводниках и наноструктурах, результаты которых представляют собой выдающийся научный вклад в области физики полупроводников, полупроводниковых наноструктур, опто- и наноэлектроники).